# Chiré-en-Montreuil
Chiré-en-Montreuil település Franciaországban, Vienne megyében. Lakosainak száma 923 fő (2022. január 1.). Chiré-en-Montreuil Ayron, Frozes, Latillé, Maillé, Vouillé és Boivre-la-Vallée községekkel határos.

## Népesség
A település népességének változása:
| Lakosok száma | 900  | 912  | 925  | 912  | 912  | 915  | 921  | 924  | 923  |
|               | 2013 | 2015 | 2016 | 2017 | 2018 | 2019 | 2020 | 2021 | 2022 |